# Marib
Ma'rib o Marib (en árabe: مأرب) es una ciudad de Yemen situada en los alrededores de: 15°25′0″N, 45°21′0″E, siendo la ciudad antigua más importante del país. Las investigaciones históricas realizadas desde los años cincuenta han confirmado que se trata de la ciudad preislámica del estado de Saba (950–115 AC). Se cree que Ma'rib fue la ciudad natal de la Reina de Saba en cuyo templo, Mahram Bilqis, ya se han realizado los primeros hallazgos históricos relevantes.
Es un lugar considerado de gran importancia turística a consecuencia de sus restos arqueológicos, a pesar de no ofrecer siempre seguridad a los visitantes. En la zona se han producido a veces secuestros de turistas occidentales por partes de clanes tribales que pretenden de este modo conseguir dinero y presionar al gobierno yemení. El 2 de julio de 2007 siete turistas españoles y dos yemeníes murieron víctimas de un atentado terrorista, al parecer ideado por Al Qaeda.
Ma'rib es el comienzo del oleoducto Marib-Ra Isa el cual tiene una longitud de 438 kilómetros (272 millas), con una capacidad de producción de 200.000 barriles (32.000 m³) por día.